# Contact (roman)
Contact este un roman științifico-fantastic din 1985 scris de savantul american Carl Sagan. A fost publicat de editura Simon & Schuster. Tratează tema contactului dintre umanitate și o formă de viață extraterestră mai avansată din punct de vedere tehnologic. A fost pe locul 7 pe lista celor mai vândute cărți din Statele Unite ale Americii în 1985. Romanul își are originea dintr-un scenariu scris de Sagan și Ann Druyan (cu care s-a căsătorit ulterior) în 1979; când s-a oprit dezvoltarea filmului, Sagan a decis să transforme filmul blocat într-un roman.
Filmul a fost ulterior terminat de regizorul Robert Zemeckis și, în cele din urmă, lansat în 1997, cu actorii Jodie Foster, Matthew McConaughey și James Woods în rolurile principale.
Sagan a numit-o pe protagonista romanului, Eleanor Arroway, după două persoane: Eleanor Roosevelt, un „erou personal” al soției lui Sagan, Ann Druyan și după Voltaire, al cărui nume era Arouet.

## Prezentare
Romanul descrie contactul cu o civilizație extraterestră și arată atât problemele globale ale timpului nostru, cât și problemele psihologice ale indivizilor. O parte semnificativă a romanului este ocupată de problema înțelegerii; iubirea este un subiect suplimentar.

## Primire
Romanul a primit în 1986 Premiul Locus pentru cel mai bun roman - debut.

## Legături externe
- en  Istoria publicării lucrării Contact la Internet Speculative Fiction Database
- Larry Klaes' in-depth analysis of the film and novel

## Vezi și
- 1985 în științifico-fantastic
- Paradoxul lui Fermi
- Paradoxul lui Fermi în ficțiune